# Separation
Separation był to szwedzki zespół grający sXe hc. Zespół został utworzony w Umei. Po rozpadzie zespołu Lars Strömberg utworzył The (International) Noise Conspiracy. Utwory zespołu ukazywały się także na kompilacjach "Straight Edge As Fuck".

## Dyskografia
- "Separation" (Demo) (1994)
- "Depression" (Demo) (1995)
- "5th Song" EP (Desperate Fight Records) (1996)
- Split z Serene CD (Genet Records) (1997)
- "Separation" CD (Desperate Fight Records) (1997)